# Pterospermum mucronatum
Pterospermum mucronatum är en malvaväxtart som beskrevs av Tardieu. Pterospermum mucronatum ingår i släktet Pterospermum och familjen malvaväxter. Inga underarter finns listade i Catalogue of Life.